# Mendel Stromm
Il dottor Mendel Stromm è un personaggio immaginario che appare nei fumetti americani pubblicati dalla Marvel Comics, creato da Stan Lee e Steve Ditko. È apparso per la prima volta in The Amazing Spider-Man #37 (giugno 1966).

## Biografia del personaggio
Mendel Stromm era il professore universitario di Norman Osborn e in seguito divenne un socio della Oscorp Industries. La sua prima ricerca era su una sostanza chimica che avrebbe fornito una maggiore forza nei suoi soggetti di prova e alla fine avrebbe trasformato Osborn nel Green Goblin. Osborn, volendo la formula per sé, scoprì che Stromm aveva sottratto fondi alla OsCorp. Stromm ha spiegato che li stava semplicemente prendendo in prestito, ma Osborn lo ha consegnato alla polizia. Dopo diversi anni di prigione, Stromm è stato rilasciato e ha cercato di uccidere Osborn per vendetta usando robot mortali. Fu fermato da Spider-Man e apparentemente morì per un attacco di cuore quando fu quasi colpito.
Stromm aveva fatto piani per la sua morte, tuttavia, facendo in modo che il suo spirito fosse trasferito su un doppio robot. Ora chiamandosi "il Robot Master", Stromm tornò in Spectacular Spider-Man #68 (luglio 1982). Spider-Man ha sconfitto e distrutto il doppio robot.
In Spectacular Spider-Man #233 (aprile 1996), Stromm tornò di nuovo, questa volta come un cyborg chiamato "Gaunt". È stato rivelato che è sopravvissuto grazie a una tuta cibernetica fusa al suo corpo, attaccata nientemeno che da Osborn. Osborn aveva scoperto che Stromm era sopravvissuto al suo attacco di cuore grazie alla "Formula Goblin", ma a un livello di coscienza supportato solo dalla sua tuta. Alla fine, tramite Seward Trainer, fu guarito dal suo bisogno della tuta e tornò con una grande armatura robotica, solo per essere distrutta da Ben Reilly e Peter Parker, nonostante il tentativo di Stromm di sconfiggerli entrambi con due robot volanti e tre androidi infantili che attaccano simultaneamente. Poco dopo, Norman Osborn lo ha messo fuori combattimento con un raggio laser e lo ha lasciato per morto, anche se è sopravvissuto e ha avuto solo un'amnesia. Tornò in un'altra tuta da robot, solo per essere fermato da Spider-Man ancora una volta.
In Peter Parker: Spider-Man vol. 2 #27 (marzo 2001), Stromm ha cercato di creare un robot senziente per uccidere Osborn, ma si è rivolto a lui e ha distrutto il suo corpo, mantenendo in vita la sua testa mozzata. Questa intelligenza artificiale ha quindi tentato di prendere il controllo della rete elettrica di New York City, ma è stata interrotta quando Spider-Man si è fatto strada nel suo processore principale e ha caricato un virus informatico al suo interno, mettendo sia l'intelligenza artificiale che Mendel in uno stato comatoso.
L'intelligenza artificiale ha preso il controllo del corpo di Electro e ha cercato di usare i suoi poteri per creare un'orda di robot che si auto-generano, ma dopo l'interferenza di Spider-Man l'IA ha alterato il senso di ragno di Spidey, dopo di che Spider-Man sconfitto l'IA.

## Altre versioni

### Ultimate Marvel
Sebbene Mendel Stromm non abbia un'incarnazione Ultimate Marvel, gli elementi del suo personaggio sono amalgamati nell'incarnazione Ultimate Marvel del Dottor Octopus.

## Altri media

### Televisione
Un personaggio basato su Mendel Stromm chiamato Dr. Wardell Stromm è apparso nell'episodio della serie animata Spider-Man - L'Uomo Ragno "Il Goblin Verde", doppiato da Philip Abbott. Era l'assistente di Norman Osborn e uno dei pochi a conoscere i collegamenti di Oscorp con Kingpin.

### Cinema
Mendel Stromm appare nel film Spider-Man (2002), interpretato da Ron Perkins e doppiato in italiano da Giorgio Lopez. Questa versione è un paranoico scienziato impiegato della Oscorp per sviluppare potenziatori delle prestazioni umane, anche se esprime dubbi sulla loro efficacia a causa dei loro topi di prova che dimostrano follia violenta. Nonostante i suoi dubbi, assiste nei tentativi del dottor Norman Osborn di usare un siero instabile per migliorare le prestazioni su se stesso. Successivamente, Osborn assume una doppia personalità più malvagia e violenta (in cui diviene il supercriminale Goblin) e uccide Stromm.